# Odontestis cyphonota
Odontestis cyphonota är en fjärilsart som beskrevs av George Francis Hampson 1912. Odontestis cyphonota ingår i släktet Odontestis och familjen trågspinnare. Inga underarter finns listade i Catalogue of Life.